# Glória de Dourados Esporte Clube
O Glória de Dourados Esporte Clube é um clube futebolístico brasileiro sediado na cidade de Glória de Dourados, no estado de Mato Grosso do Sul. Um detalhe curioso é o escudo, bastante similar com o do Liverpool, clube da Inglaterra.
Foi fundado em 2009, quando desportistas locais se reuniram para formar uma equipe profissional para a disputa da segunda divisão estadual do mesmo ano. Na disputa da Série B de 2009, a equipe terminou na 3.ª colocação da competição. Na partida decisiva, enfrentou o URSO em casa, onde abriu o placar aos 28 minutos do segundo tempo, porém, o URSO empatou aos 45 minutos, fazendo com que a equipe não se classifica-se à elite do futebol estadual. Na Série B de 2010, terminou na 4.ª colocação do Grupo B, não classificando-se para a próxima fase, além de nunca mais retornar à competições profissionais.